# Annihilation of the Wicked
Annihilation of the Wicked es el cuarto álbum de la banda estadounidense de death metal Nile. Fue lanzado el 24 de mayo de 2005 por Relapse Records. El álbum continua con la misma temática presente en los anteriores trabajos de Nile, con una fuerte inspiración en la historia del Antiguo Egipto y los escritos de H.P. Lovecraft. Annihilation of the Wicked tiene un sencillo: Sacrifice Unto Sebek. Éste es el último álbum lanzado por Relapse Records.

## Lista de canciones
1. "Dusk Falls upon the Temple of the Serpent on the Mount of Sunrise" – 0:51
2. "Cast Down the Heretic" – 5:45
3. "Sacrifice Unto Sebek" – 3:03
4. "User-Maat-Re" – 9:14
5. "The Burning Pits of the Duat" – 3:52
6. "Chapter of Obeisance Before Giving Breath to the Inert One in the Presence of the Crescent Shaped Horns" – 5:21
7. "Lashed to the Slave Stick" – 4:18
8. "Spawn of Uamenti" – 1:14
9. "Annihilation of the Wicked" – 8:36
10. "Von Unaussprechlichen Kulten" – 9:46
11. "Sss Haa Set Yoth" (Bonus track Japón) – 5:15

## Créditos
- Karl Sanders - Guitarra, voces, baglama, saz, teclados, buzuki
- Dallas Toler-Wade - Guitarra, voces
- George Kollias - Batería, percusión
- Jon Vesano - Bajo, voces
- Mike Brezeale - Exorcismo y pazuzu en "Chapter of Obeisance".